# 大神楉田氏
大神楉田氏（おおみわ の しもとだ うじ）は、豊前国宇佐郡楉田村を発祥とする氏族。本来は楉田勝氏であった。

## 概要
『続日本紀』延暦18年（799年）乙未条には豊前国宇佐郡楉田村（現在の大分県宇佐市和気付近）の名前が見え、当地出身であると考えられる。大神楉田氏は大神引田朝臣・大神掃石朝臣・大神真神田朝臣とともに大田田根子を「遠祖」としているが、元は楉田勝と名乗っており、渡来系の一族であったと考えられる。楉田勝が大神氏と関係を結び同族を称するようになったのは、氏族再編の動きが活発になる8世紀後半から9世紀初頭であり、豊前国宇佐郡・京都郡が瀬戸内海に面しており海上交通の要所であったことが関係しているとされる。
大神楉田氏の人物は、大神楉田勢麻呂と大神楉田愛比の2人が見える。勢麻呂は豊前国京都郡の大領である。『続日本紀』天平12年（740年）9月己酉条によると、藤原広嗣の乱の鎮圧に参加し、同13年（741年）閏3月乙卯条によれば外従七位上から外従五位下に昇進している。愛比も豊前国京都郡の人で、『続日本紀』宝亀7年（776年）12月庚戌条に楉田勝から大神楉田朝臣に改姓したことが見え、同記延暦3年（784年）12月己巳条によると外従五位下に叙されている。